# Камсток Парк (Мичиген)
Камсток Парк (енгл. Comstock Park) насељено је место без административног статуса у америчкој савезној држави Мичиген.

## Демографија
По попису из 2010. године број становника је 10.088, што је 586 (-5,5%) становника мање него 2000. године.
| Група             | 2000.         | 2010.         |
| Белци             | 9.021 (84,5%) | 7.455 (73,9%) |
| Афроамериканци    | 417 (3,9%)    | 804 (8,0%)    |
| Азијати           | 205 (1,9%)    | 118 (1,2%)    |
| Хиспаноамериканци | 771 (7,2%)    | 1.444 (14,3%) |
| Укупно            | 10.674        | 10.088        |